# Geghakert
Geghakert (en arménien Գեղակերտ ; anciennement Samaghar) est une communauté rurale du marz d'Armavir, en Arménie. Elle compte 3 170 habitants en 2009. On peut y voir l'église de la Sainte Résurrection (Surb Harutyun) qui date du XIIIe siècle, et une fontaine dédiée aux victimes de la Seconde Guerre mondiale.

## Galerie

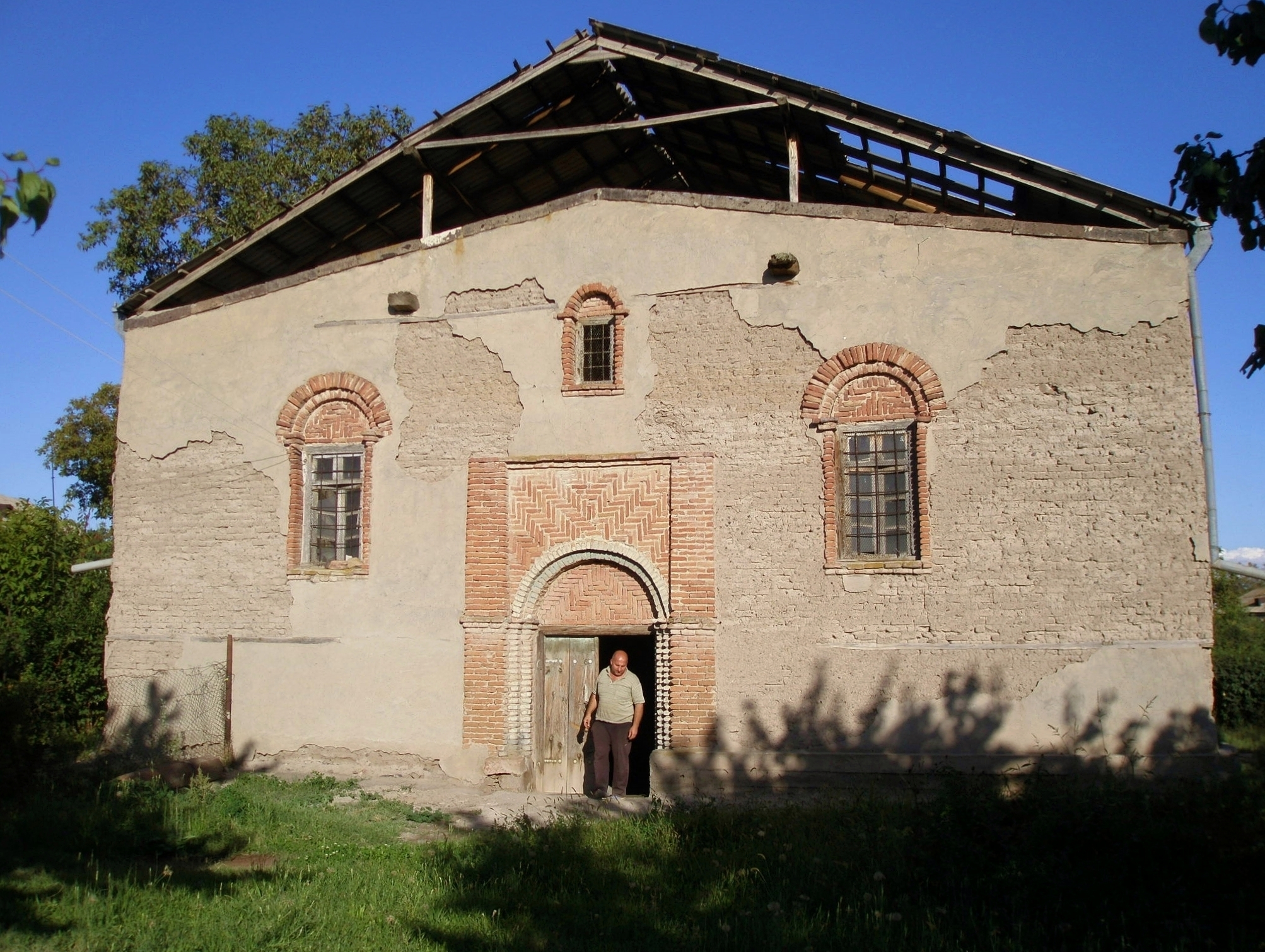
Façade occidentale et entrée de l'église S. Harutyun.
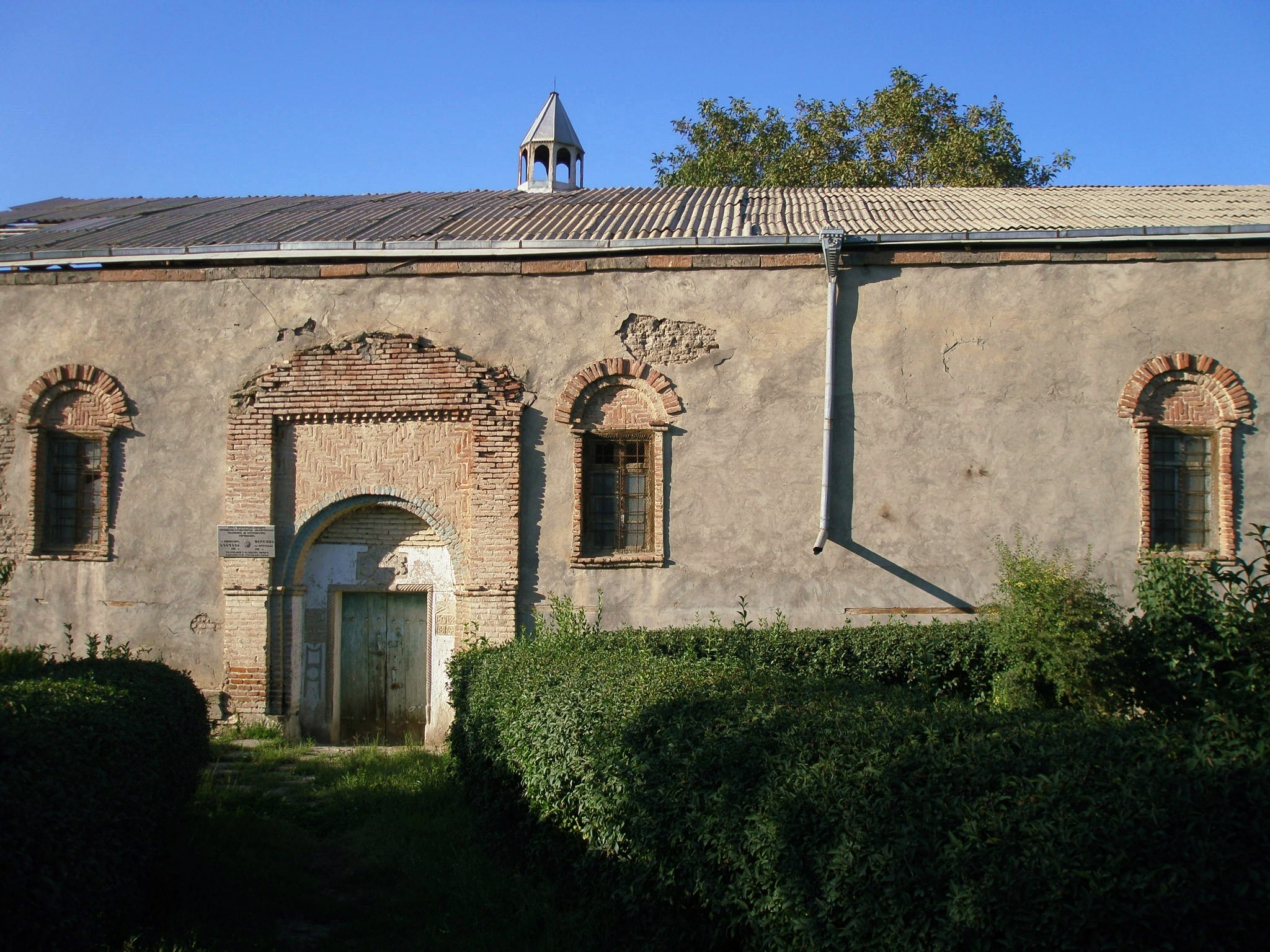
Façade sud et entrée de l'église S. Harutyun.
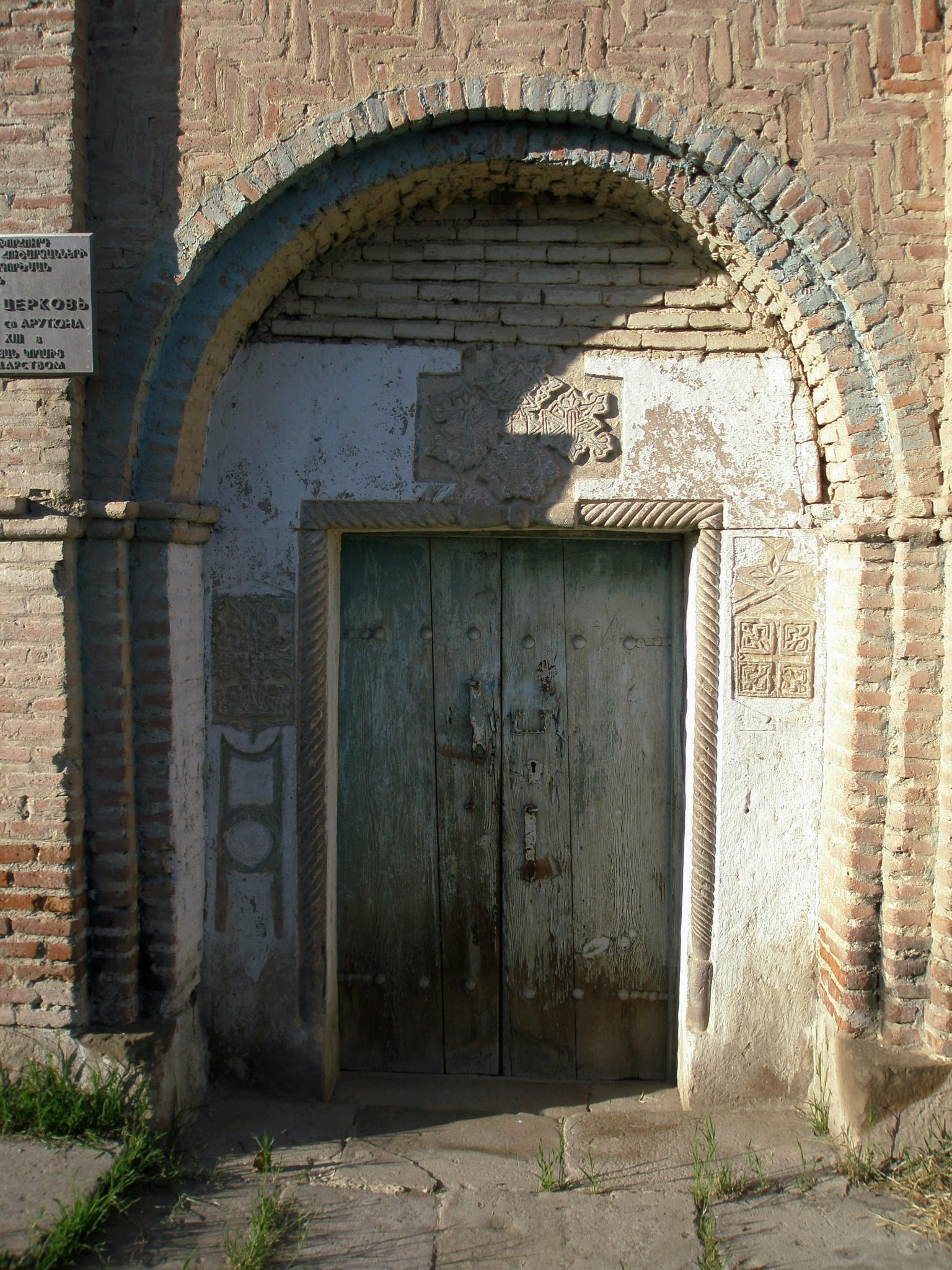
Entrée sud